# Бад Лејк (Њу Џерзи)
Бад Лејк (енгл. Budd Lake) насељено је место без административног статуса у америчкој савезној држави Њу Џерзи.

## Демографија
По попису из 2010. године број становника је 8.968, што је 868 (10,7%) становника више него 2000. године.
| Група             | 2000.         | 2010.         |
| Белци             | 6.680 (82,5%) | 6.405 (71,4%) |
| Афроамериканци    | 287 (3,5%)    | 573 (6,4%)    |
| Азијати           | 470 (5,8%)    | 691 (7,7%)    |
| Хиспаноамериканци | 536 (6,6%)    | 1.173 (13,1%) |
| Укупно            | 8.100         | 8.968         |